# Esmailin Caridad
Esmailin Manuel Caridad, né le 28 octobre 1983 à Bajos de Haina (San Cristóbal) en République dominicaine, est un lanceur droitier de baseball qui évolue en 2009 et 2010 en Ligue majeure avec les Cubs de Chicago.

## Carrière
Esmailin Caridad joue deux matchs comme lanceur de relève en 2007 en Championnat du Japon avec les Hiroshima Toyo Carp. Il n'accorde aucun point pour deux tiers de manches lancées.
Caridad est recruté le 19 décembre 2007 par les Cubs de Chicago. Il évolue comme lanceur partant en 2008 avec les Daytona Cubs (A) puis les Tennessee Smokies (AA). Toujours au poste de lanceur partant, il joue la saison 2009 en Triple-A sous les couleurs des Iowa Cubs avant d'effectuer ses débuts en Ligue majeure le 10 août 2009 comme lanceur de relève. En 14 sorties au cours de la saison 2009, il maintient une excellente moyenne de points mérités de 1,40 en 19 manches et un tiers lancées. Il enregistre de plus 17 retraits sur des prises. Le 20 septembre, dans un match contre les Cardinals de Saint-Louis, il est crédité de sa première victoire. Ce sera sa seule décision au cours de cette première saison.

## Statistiques
| Saison | Équipe       | G  | GS | CG | SHO | V | D | SV | IP   | SO | ERA   |
| ------ | ------------ | -- | -- | -- | --- | - | - | -- | ---- | -- | ----- |
| 2009   | Chicago Cubs | 14 | 0  | 0  | 0   | 1 | 0 | 0  | 19.1 | 17 | 1,40  |
| 2010   | Chicago Cubs | 8  | 0  | 0  | 0   | 0 | 1 | 0  | 4.0  | 4  | 11,25 |
| Totaux | Totaux       | 22 | 0  | 0  | 0   | 1 | 1 | 0  | 23.1 | 21 | 3,09  |

Note : G = Matches joués ; AB = Passages au bâton; R = Points ; H = Coups sûrs ; 2B = Doubles ; 3B = Triples ; 
HR = Coup de circuit ; RBI = Points produits ; SB = Buts volés ; BA = Moyenne au bâton.